# Sévignacq-Meyracq
Pour les articles homonymes, voir Sévignacq.
Sévignacq-Meyracq (en béarnais Sevinhac-Meirac ou Sebignac-Meyrac) est une commune française située dans le département des Pyrénées-Atlantiques, en région Nouvelle-Aquitaine.

## Géographie

### Localisation
La commune de Sévignacq-Meyracq se trouve dans le département des Pyrénées-Atlantiques, en région Nouvelle-Aquitaine.
Elle se situe à 23 km par la route de Pau, préfecture du département, et à 20 km d'Oloron-Sainte-Marie, sous-préfecture.
Les communes les plus proches sont : 
Sainte-Colome (1,4 km), Arudy (1,5 km), Bescat (1,8 km), Izeste (2,6 km), Louvie-Juzon (3,0 km), Buzy (4,4 km), Castet (4,9 km).
Sur le plan historique et culturel, Sévignacq-Meyracq fait partie de la province du Béarn, qui fut également un État et qui présente une unité historique et culturelle à laquelle s’oppose une diversité frappante de paysages au relief tourmenté.

### Communes limitrophes
Les communes limitrophes sont Arudy, Bescat, Bosdarros, Haut-de-Bosdarros, Louvie-Juzon, Lys, Rébénacq et Sainte-Colome.
| Rébénacq | Bosdarros         | Haut-de-Bosdarros |
| Bescat   | Sévignacq-Meyracq | Lys               |
| Arudy    | Louvie-Juzon      | Sainte-Colome     |

### Hydrographie

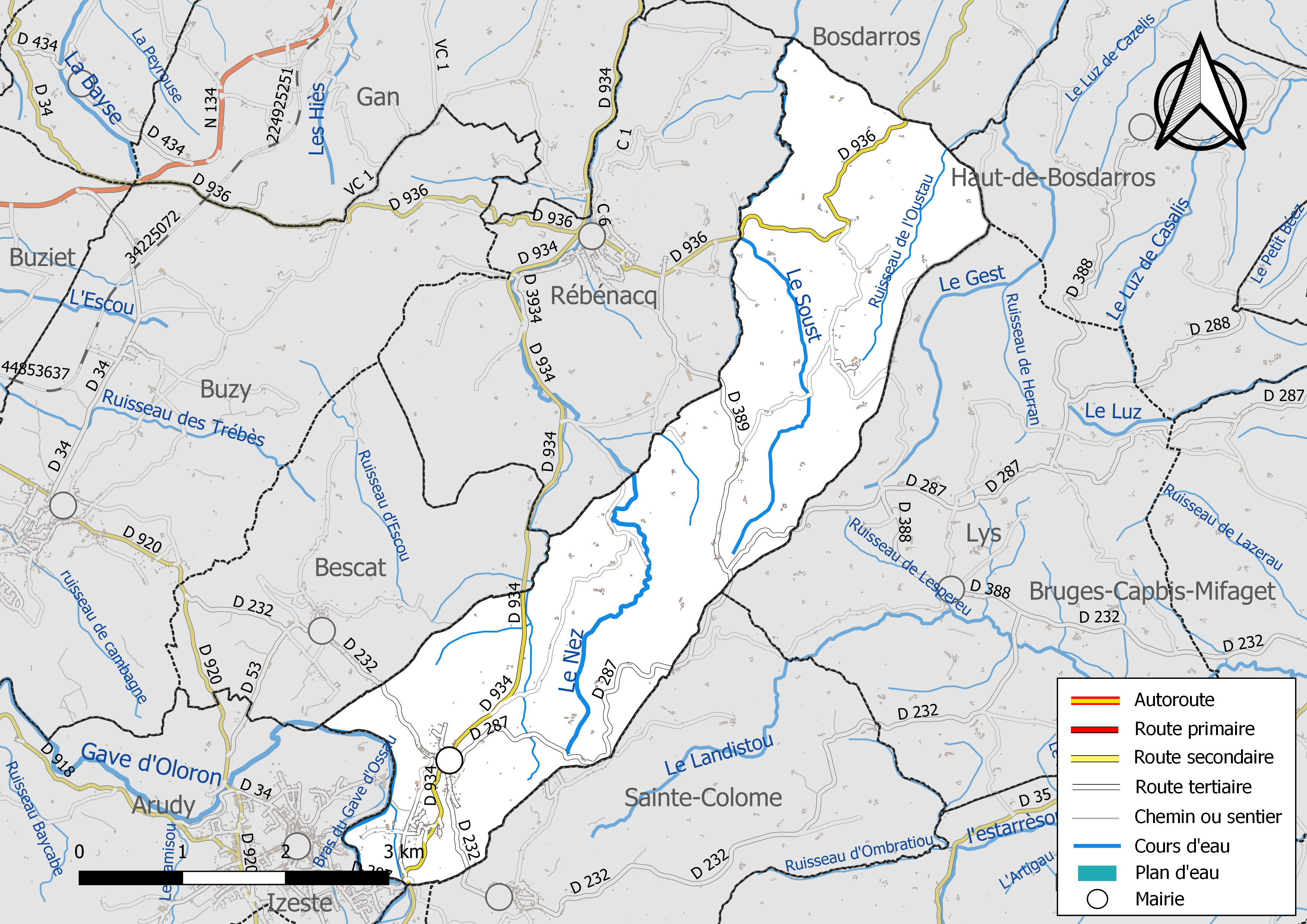
Réseaux hydrographique et routier de Sévignacq-Meyracq.

La commune est drainée par le gave d'Oloron, le Neez, le Soust, un bras du gave d'Ossau, le ruisseau de l'Oustau, et par divers petits cours d'eau, constituant un réseau hydrographique de 17 km de longueur totale,.
Le gave d'Oloron, d'une longueur totale de 148,8 km, prend sa source dans la commune de Laruns et s'écoule vers le nord-ouest. Il traverse la commune et se jette dans le gave de Pau à Sorde-l'Abbaye, après avoir traversé 64 communes.
Le Neez, d'une longueur totale de 26,1 km, prend sa source dans la commune et s'écoule du sud vers le nord. Il traverse la commune et se jette dans le gave de Pau à Jurançon, après avoir traversé 5 communes.
Le Soust, d'une longueur totale de 24,4 km, prend sa source dans la commune et s'écoule du sud vers le nord. Il traverse la commune et se jette dans le gave de Pau à Pau, après avoir traversé 7 communes.

### Climat
Pour des articles plus généraux, voir Climat de la Nouvelle-Aquitaine et Climat des Pyrénées-Atlantiques.
Historiquement, la commune est exposée à un climat de montagne.  
En 2020, Météo-France publie une typologie des climats de la France métropolitaine dans laquelle la commune est toujours exposée à un climat de montagne et est dans la région climatique Pyrénées atlantiques, caractérisée par une pluviométrie élevée (>1 200 mm/an) en toutes saisons, des hivers très doux (7,5 °C en plaine) et des vents faibles.
Pour la période 1971-2000, la température annuelle moyenne est de 11,9 °C, avec une amplitude thermique annuelle de 13,7 °C. Le cumul annuel moyen de précipitations est de 1 488 mm, avec 11,5 jours de précipitations en janvier et 9,5 jours en juillet. Pour la période 1991-2020, la température moyenne annuelle observée sur la station météorologique la plus proche, située sur la commune d'Asson à 13 km à vol d'oiseau, est de 13,2 °C et le cumul annuel moyen de précipitations est de 1 376,5 mm,. Pour l'avenir, les paramètres climatiques de la commune estimés pour 2050 selon différents scénarios d’émission de gaz à effet de serre sont consultables sur un site dédié publié par Météo-France en novembre 2022.

### Milieux naturels et biodiversité

#### Espaces protégés
La protection réglementaire est le mode d’intervention le plus fort pour préserver des espaces naturels remarquables et leur biodiversité associée,.
Dans ce cadre, la commune fait partie de la zone cœur et de l'aire d'adhésion du Parc National des Pyrénées. Créé en 1967 et d'une superficie de 45 806 ha, ce parc abrite une faune riche et spécifique particulièrement intéressante : importantes populations d’isards, colonies de marmottes réimplantées avec succès, grands rapaces tels le Gypaète barbu, le Vautour fauve, le Percnoptère d’Égypte ou l’Aigle royal, le Grand tétras et le discret Desman des Pyrénées qui constitue l’exemple type de ce précieux patrimoine confié au Parc national et aussi l'Ours des Pyrénées,.

#### Réseau Natura 2000
Le réseau Natura 2000 est un réseau écologique européen de sites naturels d'intérêt écologique élaboré à partir des Directives « Habitats » et « Oiseaux », constitué de zones spéciales de conservation (ZSC) et de zones de protection spéciale (ZPS).
Deux sites Natura 2000 ont été définis sur la commune au titre de la « directive Habitats », : 
- « le gave d'Ossau », d'une superficie de 2 300 ha, un vaste réseau de torrents d'altitude et de cours d'eau de coteaux à très bonne qualité des eaux[24] ;
- le « gave de Pau », d'une superficie de 8 194 ha, un vaste réseau hydrographique avec un système de saligues[Note 5] encore vivace[25].

#### Zones naturelles d'intérêt écologique, faunistique et floristique
L’inventaire des zones naturelles d'intérêt écologique, faunistique et floristique (ZNIEFF) a pour objectif de réaliser une couverture des zones les plus intéressantes sur le plan écologique, essentiellement dans la perspective d’améliorer la connaissance du patrimoine naturel national et de fournir aux différents décideurs un outil d’aide à la prise en compte de l’environnement dans l’aménagement du territoire.
Une ZNIEFF de type 2 est recensée sur la commune, : 
le « réseau hydrographique du gave d'Oloron et de ses affluents » (6 885,32 ha), couvrant 114 communes dont 2 dans les Landes et 112 dans les Pyrénées-Atlantiques.

## Urbanisme

### Typologie
Au 1er janvier 2024, Sévignacq-Meyracq est catégorisée commune rurale à habitat dispersé, selon la nouvelle grille communale de densité à sept niveaux définie par l'Insee en 2022.
Elle appartient à l'unité urbaine d'Arudy, une agglomération intra-départementale regroupant quatre  communes, dont elle est une commune de la banlieue,,. Par ailleurs la commune fait partie de l'aire d'attraction de Pau, dont elle est une commune de la couronne,. Cette aire, qui regroupe 227 communes, est catégorisée dans les aires de 200 000 à moins de 700 000 habitants,.

### Occupation des sols

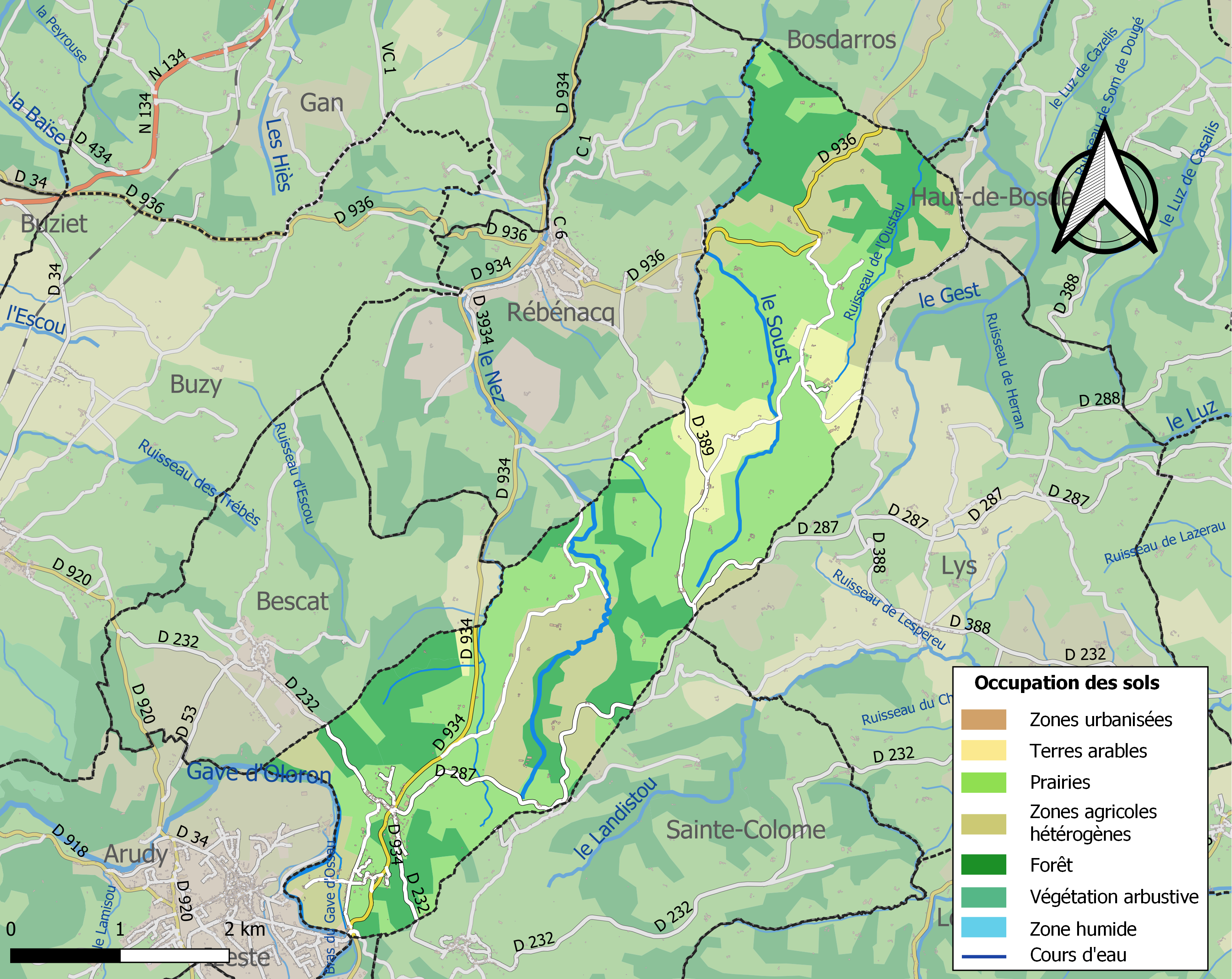
Carte des infrastructures et de l'occupation des sols de la commune en 2018 (CLC).

L'occupation des sols de la commune, telle qu'elle ressort de la base de données européenne d’occupation biophysique des sols Corine Land Cover (CLC), est marquée par l'importance des territoires agricoles (74,6 % en 2018), une proportion identique à celle de 1990 (74,6 %). La répartition détaillée en 2018 est la suivante : 
prairies (47,1 %), forêts (25,2 %), zones agricoles hétérogènes (20,5 %), terres arables (7 %), zones urbanisées (0,2 %). L'évolution de l’occupation des sols de la commune et de ses infrastructures peut être observée sur les différentes représentations cartographiques du territoire : la carte de Cassini (XVIIIe siècle), la carte d'état-major (1820-1866) et les cartes ou photos aériennes de l'IGN pour la période actuelle (1950 à aujourd'hui).

### Lieux-dits et hameaux
- Bour de Sévignacq ;
- Couloumats ;
- le Grand Hameau ;
- le Hameau de Meyracq.

### Risques majeurs
Le territoire de la commune de Sévignacq-Meyracq est vulnérable à différents aléas naturels : météorologiques (tempête, orage, neige, grand froid, canicule ou sécheresse), inondations, feux de forêts, mouvements de terrains et séisme (sismicité moyenne). Il est également exposé à deux risques technologiques,  le transport de matières dangereuses et la rupture d'un barrage, et à un risque particulier : le risque de radon. Un site publié par le BRGM permet d'évaluer simplement et rapidement les risques d'un bien localisé soit par son adresse soit par le numéro de sa parcelle.

#### Risques naturels
Certaines parties du territoire communal sont susceptibles d’être affectées d'un risque d’inondation par une crue torrentielle ou par montée rapide de cours d'eau, notamment le gave d'Oloron, le Soust et le Nez. La commune a été reconnue en état de catastrophe naturelle au titre des dommages causés par les inondations et coulées de boue survenues en 1982, 2007, 2009, 2017, 2018 et 2019,.
Sévignacq-Meyracq est exposée au risque de feu de forêt. En 2020, le premier plan de protection des forêts contre les incendies (PDPFCI) a été adopté pour la période 2020-2030. La réglementation des usages du feu à l’air libre et les obligations légales de débroussaillement dans le département des Pyrénées-Atlantiques font l'objet d'une consultation de public ouverte du 16 septembre au 7 octobre 2022,.
Les mouvements de terrains susceptibles de se produire sur la commune sont des mouvements de sols liés à la présence d'argile et des affaissements et effondrements liés aux cavités souterraines (hors mines). Afin de mieux appréhender le risque d’affaissement de terrain, un inventaire national permet de localiser les éventuelles cavités souterraines sur la commune.

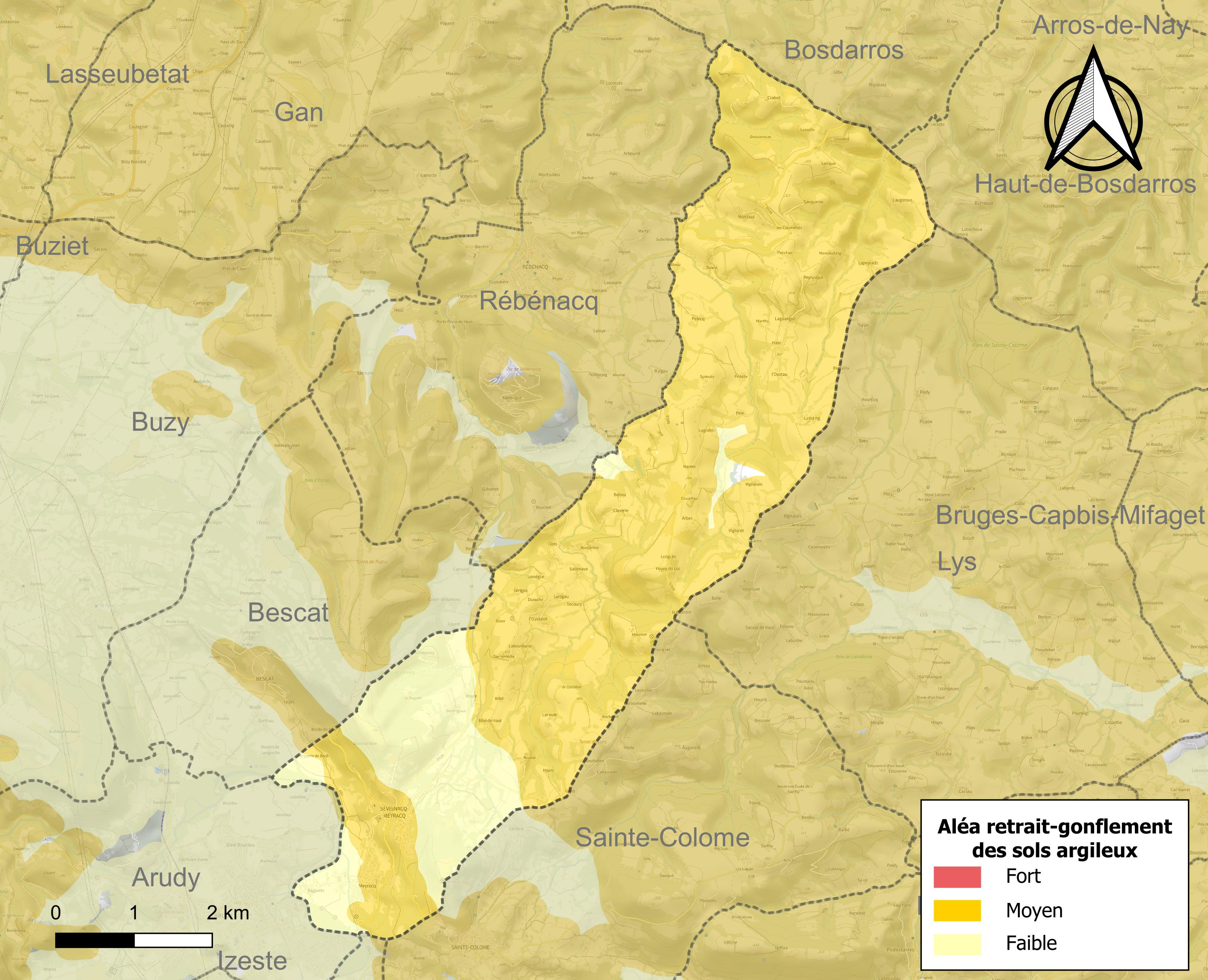
Carte des zones d'aléa retrait-gonflement des sols argileux de Sévignacq-Meyracq.

Le retrait-gonflement des sols argileux est susceptible d'engendrer des dommages importants aux bâtiments en cas d’alternance de périodes de sécheresse et de pluie. 81,4 % de la superficie communale est en aléa moyen ou fort (59 % au niveau départemental et 48,5 % au niveau national). Depuis le 1er octobre 2020, en application de la loi ELAN, différentes contraintes s'imposent aux vendeurs, maîtres d'ouvrages ou constructeurs de biens situés dans une zone classée en aléa moyen ou fort,.

#### Risque technologique
La commune est en outre située en aval de barrages de classe A. À ce titre elle est susceptible d’être touchée par l’onde de submersion consécutive à la rupture de cet ouvrage.

#### Risque particulier
Dans plusieurs parties du territoire national, le radon, accumulé dans certains logements ou autres locaux, peut constituer une source significative d’exposition de la population aux rayonnements ionisants. Selon la classification de 2018, la commune de Sévignacq-Meyracq est classée en zone 2, à savoir zone à potentiel radon faible mais sur lesquelles des facteurs géologiques particuliers peuvent faciliter le transfert du radon vers les bâtiments.

## Toponymie
Le toponyme Sévignacq apparaît sous les formes 
Sevignag (1270, titres d'Ossau), 
Savinhacum (1286, titres de Béarn), 
Sebinhac (1385, censier de Béarn), 
Sebinach (1614, réformation de Béarn), 
Sanctus-Petrus de Sevignacq (1674, insinuations du diocèse d'Oloron), 
Sévignac (1863, dictionnaire de Paul Raymond).

Le toponyme Meyracq apparaît sous les formes 
Mayrac (1376, montre militaire de Béarn), 
Sanctus-Saturninus de Meyrac (1607, insinuations du diocèse d'Oloron), 
Meirac (1675, réformation de Béarn) et  
Meyrac (1863, dictionnaire de Paul Raymond).
Sévignacq est formé du nom latin Sabinius et signifie domaine de Sabinius, de même Meyracq signifie domaine de Macer.
Son nom béarnais est Sevinhac-Meirac ou Sebignac-Meyrac.

## Histoire
Paul Raymond note que la commune de Sévignacq comptait une abbaye laïque, vassale de la vicomté de Béarn.

En 1385, Sévignacq comptait 29 feux et dépendait du bailliage d'Ossau.

Meyracq était un village dépendant de Sévignacq et comptait 6 feux en 1385.

À la fin du XVIIe siècle, le village fut ravagé par la peste, qui fit plusieurs dizaines de victimes.
Un ermite y vécut de nombreuses années au XVIIIe siècle[réf. nécessaire].
Sévignacq et Meyracq ont fusionné en 1866.

## Héraldique
| Blason de Sévignacq-Meyracq | Blason  | D'argent aux trois fasces abaissées d’azur surmontées d’un sanglier de sable. |
| Blason de Sévignacq-Meyracq | Détails | Le statut officiel du blason reste à déterminer.                              |

## Politique et administration

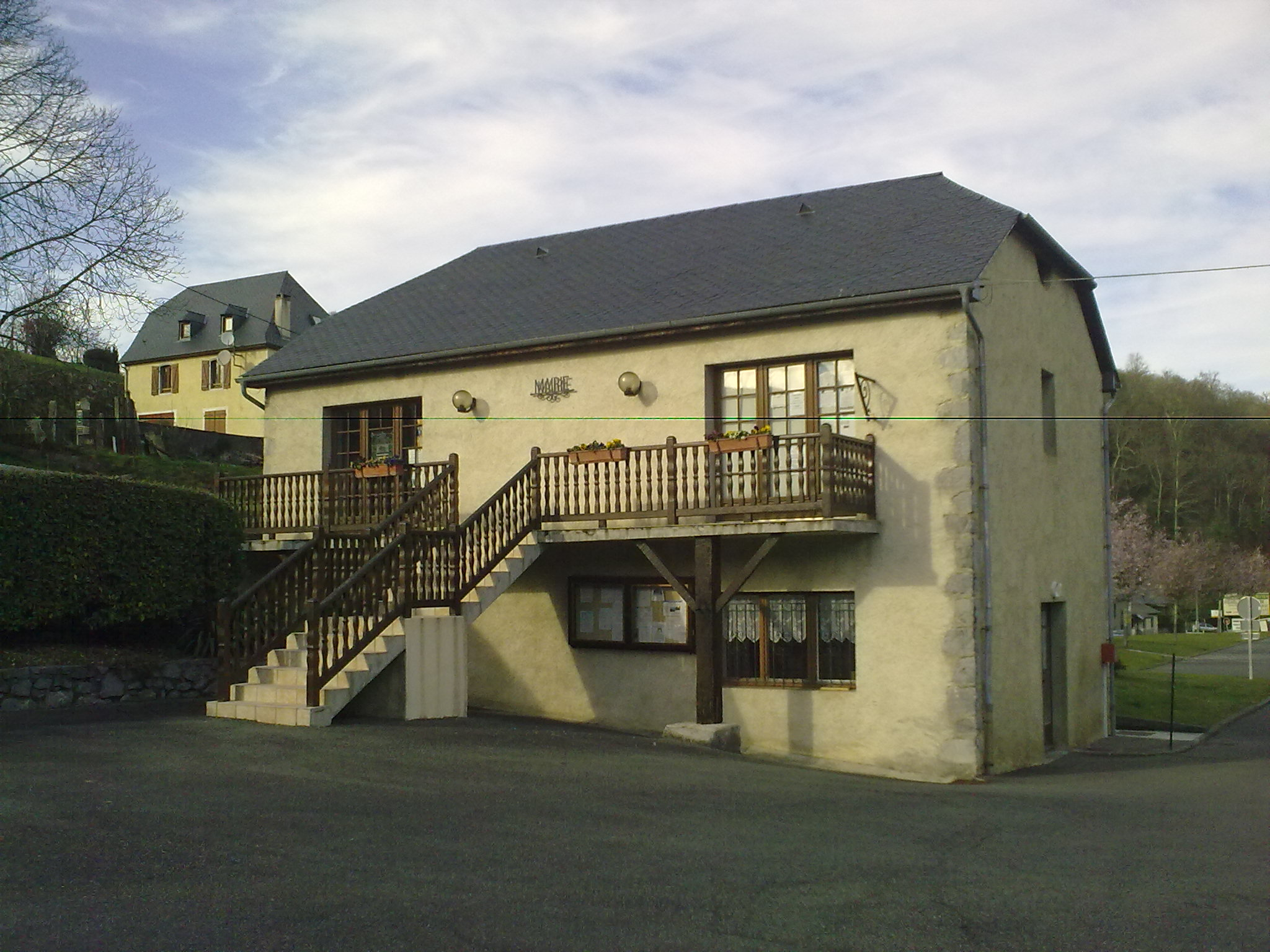
La mairie de Sévignacq-Meyracq.

| Période                                  | Période  | Identité        | Étiquette | Qualité         |
| ---------------------------------------- | -------- | --------------- | --------- | --------------- |
| Les données manquantes sont à compléter. |          |                 |           |                 |
| 1995                                     | 2001     | Auguste Cazalet | RPR       | ancien sénateur |
| 2001                                     | 2008     | André Paquot    |           |                 |
| 2008                                     | 2014     | Michel Pasquine |           |                 |
| 2014                                     | En cours | Monique Moulat  |           |                 |

### Intercommunalité
La commune fait partie de sept structures intercommunales :
- l'agence publique de gestion locale ;
- la communauté de communes de la Vallée d'Ossau ;
- le syndicat d'eau de la vallée d'Ossau ;
- le syndicat d'électrification du Bas-Ossau ;
- le syndicat de la perception d'Arudy ;
- le syndicat de regroupement pédagogique de Sainte-Colome et Sévignacq-Meyracq ;
- le syndicat intercommunal d'assainissement de Sainte-Colome.

La commune fait partie du Pays d'Oloron et du Haut-Béarn.

## Population et société

### Démographie
L'évolution du nombre d'habitants est connue à travers les recensements de la population effectués dans la commune depuis 1793. Pour les communes de moins de 10 000 habitants, une enquête de recensement portant sur toute la population est réalisée tous les cinq ans, les populations de référence des années intermédiaires étant quant à elles estimées par interpolation ou extrapolation. Pour la commune, le premier recensement exhaustif entrant dans le cadre du nouveau dispositif a été réalisé en 2006.

En 2022, la commune comptait 573 habitants, en évolution de +5,14 % par rapport à 2016 (Pyrénées-Atlantiques : +3,78 %, France hors Mayotte : +2,11 %).
| 1793 | 1800 | 1806 | 1821 | 1831 | 1836 | 1841 | 1846 | 1851 |
| ---- | ---- | ---- | ---- | ---- | ---- | ---- | ---- | ---- |
| 867  | 723  | 766  | 785  | 729  | 950  | 924  | 890  | 875  |

| 1856 | 1861 | 1866 | 1872 | 1876 | 1881 | 1886 | 1891 | 1896 |
| ---- | ---- | ---- | ---- | ---- | ---- | ---- | ---- | ---- |
| 922  | 885  | 844  | 753  | 733  | 724  | 673  | 681  | 647  |

| 1901 | 1906 | 1911 | 1921 | 1926 | 1931 | 1936 | 1946 | 1954 |
| ---- | ---- | ---- | ---- | ---- | ---- | ---- | ---- | ---- |
| 668  | 655  | 580  | 553  | 527  | 501  | 526  | 431  | 429  |

| 1962 | 1968 | 1975 | 1982 | 1990 | 1999 | 2006 | 2011 | 2016 |
| ---- | ---- | ---- | ---- | ---- | ---- | ---- | ---- | ---- |
| 467  | 486  | 490  | 438  | 437  | 535  | 486  | 548  | 545  |

| 2021 | 2022 | - | - | - | - | - | - | - |
| ---- | ---- | - | - | - | - | - | - | - |
| 559  | 573  | - | - | - | - | - | - | - |

## Économie
L'économie de la commune est essentiellement orientée vers l'agriculture et l'élevage. Sévignacq-Meyracq fait partie de la zone d'appellation de l'ossau-iraty.

Des carrières de marbre et de granit sont toujours en activité dans la commune.

Une ancienne source thermale est actuellement exploitée.

## Culture locale et patrimoine

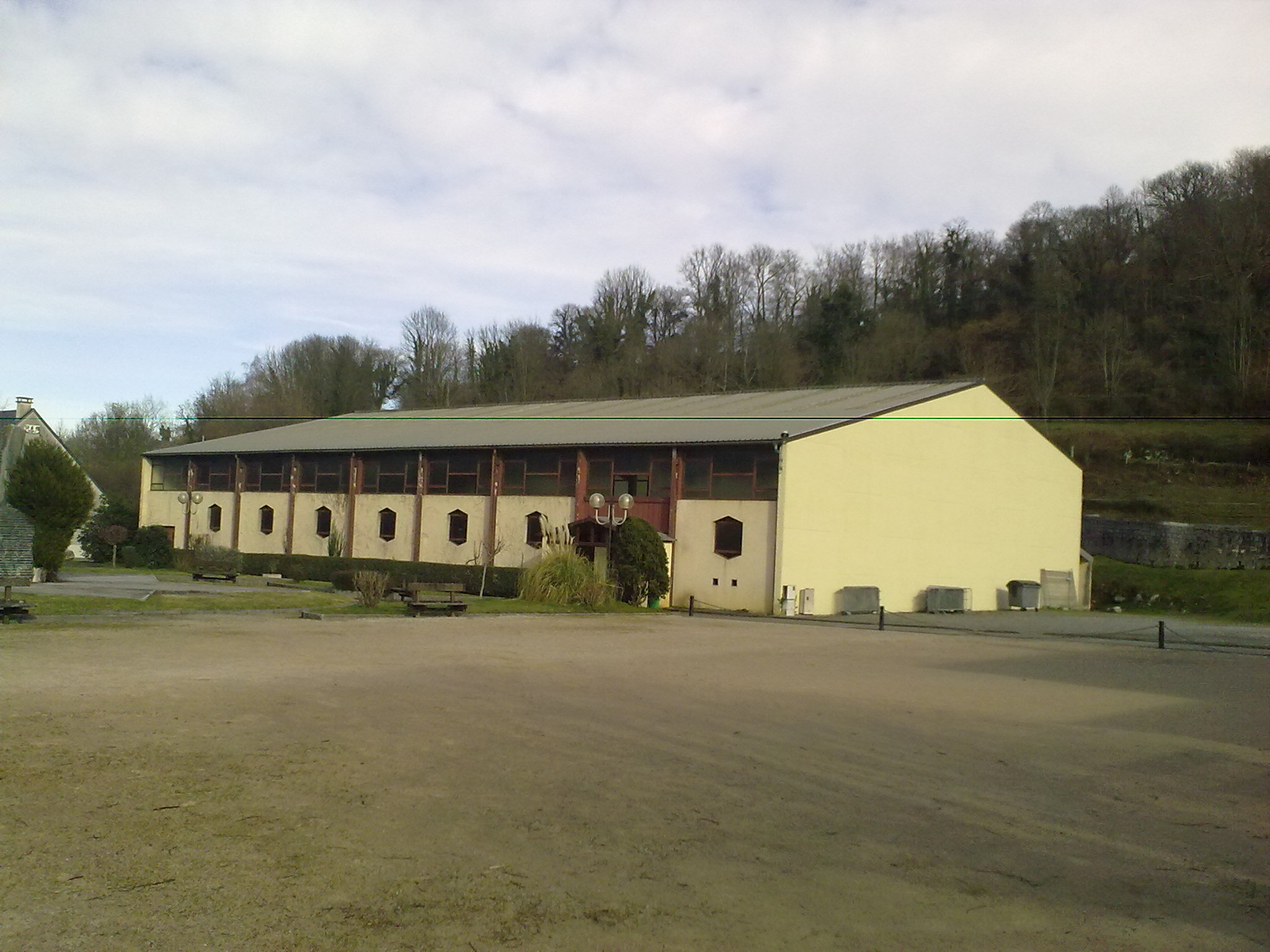
La salle polyvalente.

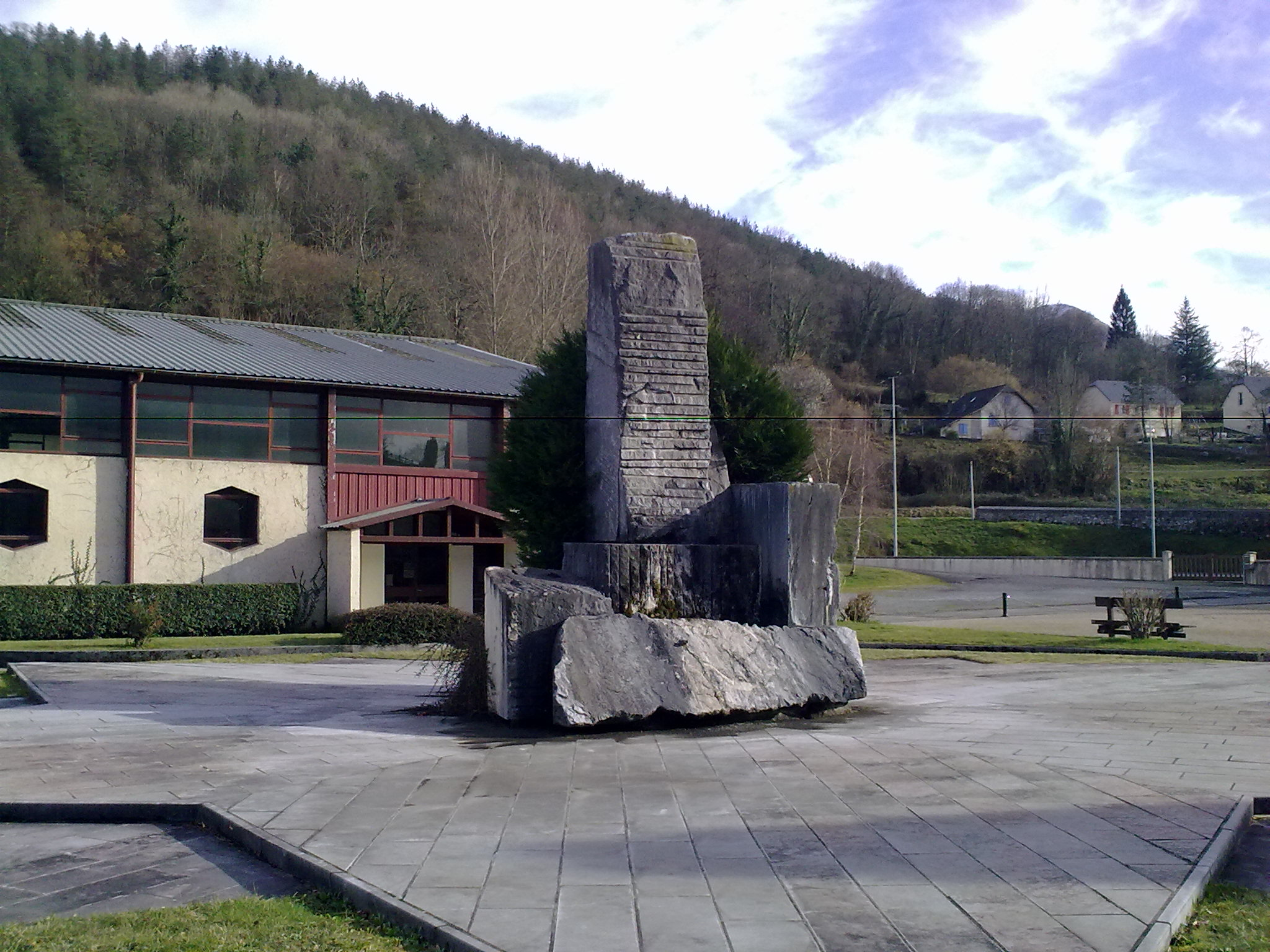
Un monument de Sévignacq-Meyracq.

### Patrimoine civil
- Maisons des XVe et XVIe siècles.
- Château de Sévignacq, ou château d'Étigny (ancienne abbaye laïque) datant du début du XVIIe siècle et remanié au XIXe siècle.

### Patrimoine religieux
L’église Saint-Pierre de Sévignacq date du XVIIe siècle.

## Équipements
La commune possède une école primaire.

## Personnalités liées à la commune
- Auguste Cazalet (1938-2013), homme politique français, membre du groupe UMP et sénateur-maire, y est né.
- Léon Gimpel (1873-1948), photographe et photojournaliste français, membre de la Société Astronomique de France, y est mort.
- Émile Touchet (1874-1944), astronome et photographe, secrétaire, puis vice-président de la Société Astronomique de France, a vécu et est décédé à Sévignacq-Meyracq.